# Chokri Belhassen
Chokri Belhassen (arabe : شكري بن حسن), également orthographié Choukri Ben Hassan, né le 8 décembre 1972 à Sousse, est un homme politique tunisien.
Secrétaire d'État chargé de l'Environnement de 2016 à 2018 puis de l'Économie sociale et solidaire jusqu'en 2020, il devient ensuite ministre de l'Environnement et ministre des Affaires locales par intérim pendant quelques mois.

## Biographie

### Études et carrière professionnelle
Chokri Belhassen possède une maîtrise universitaire en droit.
Il est inspecteur principal auprès des services financiers.

### Carrière politique
Délégué de 2006 à 2009, il est nommé, le 16 juin 2009, comme représentant du gouvernorat de Mahdia au conseil d'entreprise du commissariat général au développement régional, fonction qu'il occupe jusqu'en 2012.
Le 2 février 2011, en pleine révolution tunisienne, il est nommé gouverneur de Bizerte, mais il est empêché d'exercer ce rôle.
Coordinateur régional de Nidaa Tounes à Sousse, il est nommé gouverneur de Kairouan le 9 avril 2015. À l'appel d'activistes de la société civile, dont la plupart sont proches du parti islamiste Ennahdha, un sit-in est organisé devant le siège du gouvernorat à Kairouan pour protester contre l'investiture de celui qu'ils considèrent comme un « symbole de l'ancien régime » de Zine el-Abidine Ben Ali,. Belhassen prête finalement serment le 14 avril et reste gouverneur jusqu'au 16 septembre 2016.
Le 27 août 2016, il est nommé secrétaire d'État aux Affaires locales, chargé de l'Environnement, auprès du ministre des Affaires locales et de l'Environnement Riadh Mouakher, dans le gouvernement de Youssef Chahed. Le 5 novembre 2018, il est désigné ministre auprès du chef du gouvernement chargé de l'Économie sociale et solidaire. Le 19 février 2020, il est nommé ministre de l'Environnement dans le gouvernement d'Elyes Fakhfakh. Le 15 juillet 2020, il est nommé ministre des Affaires locales par intérim après le limogeage de son prédécesseur dans le cadre du limogeage collectif des ministres d'Ennahdha.
Placé en détention en décembre 2021 dans le cadre d'une affaire de déchets importés illégalement d'Italie, il reçoit un non-lieu le 4 janvier 2023.